# Теория вложенных сфер
Теория вложенных сфер — разновидность геоцентрической системы мира, в которой небесные тела считаются жёстко прикреплёнными к разным небесным сферам, но среди них существуют и такие сферы, что не имеют общего центра с Землёй (например, сфера с закреплёнными в ней небесными телами размещается в пространстве между двумя другими сферами большего и меньшего радиуса). Все сферы имеют возможность вращаться с разными скоростями и наклонами. В этом допущении состоит отличие от теории гомоцентрических сфер, которая не могла объяснить изменение яркости планет и иные свидетельства того, что небесное тело может изменять своё расстояние до Земли. Породила понятия эпициклов и деферентов, призванных объяснить также попятное (ретроградное) движение планет (когда планеты временно движутся по небосводу вспять по отношению к своему основному направлению).

## Общее описание
Теория предполагает, что небесные тела (например, планеты, Солнце, Луна) движутся по разным сферам, которые вложены друг в друга.
Породила понятия эпициклов и деферентов, призванных объяснить также попятное (ретроградное) движение планет (когда планеты временно движутся по небосводу вспять по отношению к своему основному направлению).

## История
Теория сфер разрабатывалась древнегреческими философами, такими как Евдокс Книдский и Аристотель. Оба, признавая шарообразность земли, учили и о концентрических небесных сферах. Евдокс использовал систему из 27 сфер для объяснения движения планет.
Движение пяти известных в древности планет Евдокс описал с помощью четырёх сфер: внешняя (период обращения одни сутки) описывает суточное движение планеты, вторая (период обращения равен сидерическому периоду планеты) описывает движение планеты по зодиаку, и в неё были последовательно вложены ещё две сферы, отвечавшие за попятные движения планеты. Согласно позднему перипатетику Симпликию, третья и четвёртая сферы вращаются навстречу друг другу с одинаковыми периодами, равными синодическому периоду планеты; ось третьей сферы лежит на экваторе второй (то есть на эклиптике); ось четвёртой сферы наклонена по отношению к третьей; сочетание движений по этим сферам приводит к тому, что траектория планеты оказывается похожей на восьмёрку. Эту кривую Евдокс назвал гиппопедой, поскольку по форме она схожа с лошадиными путами.
Аполлоний Пергский и Гиппарх переработали астрономическую модель Евдокса, введя эпициклы и эксцентрики для объяснения неравномерности движения планет.
Этой теории, с некоторыми усовершенствованиями, придерживался и Птолемей. Она описана в его труде «Планетные гипотезы».